# HD 19467
HD 19467 B (também estilizado como HD 19467 b) é uma estrela anã marrom ou um exoplaneta do tipo Superjúpiter que orbita em torno da estrela semelhante ao Sol HD 19467, a aproximadamente 101 anos-luz de distância na constelação de Eridanus. Tem uma temperatura de superfície de 978,0 K (704,9 °C; 1.300,7 °F), e é classificado como um T5.5.